# فولغوريتشينسك
فولغوريتشينسك (بالروسية: Волгореченск) هي إحدى مدن روسيا في الكيان الفدرالي الروسي كوستروما أوبلاست.